# 칸나야오

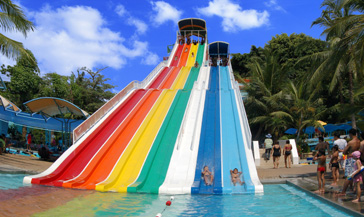

칸나야오는 방콕의 행정 구역이다. 이 지역의 총 인구 수는 2017년 기준으로 96,751명이다. 인구 밀도는 3,724.05km2이다.

## 행정 구역
| 1. | Khan Na Yao | คันนายาว  |  |
| 2. | Ram Inthra  | รามอินทรา |  |